# Konståret 1931

## Händelser

### Okänt datum
- Whitney Museum of American Art grundades av Gertrude Vanderbilt Whitney
- Abstraction-Création bildades i Paris av Auguste Herbin och Georges Vantongerloo.
- Den tyska surrealisten Edgar Jené bor ett år som stipendiat i Villa Massimo.
- Den dansk-svenska konstnärssammanslutningen Koloristerne bildas.

## Verk
- 24 september – Carl Milles staty Poseidon invigs på Götaplatsen i Göteborg [1].
- okänt datum – Minnets envishet av Salvador Dalí

## Födda
- 10 januari – Allan Friis, svensk konstnär.
- 19 januari – Bob Gill, amerikansk typograf och formgivare.
- 9 februari – Robert Morris, amerikansk konstnär inom minimalismen.
- 23 februari – Sten Dunér, svensk konstnär och fil.lic i teoretisk filosofi.
- 23 februari – Tom Wesselmann (död 2004), amerikansk konstnär.
- 1 mars – Günther Teutsch, svensk konstnär och bildlärare.
- 13 mars – Michael Podro (död 2008), brittisk konsthistoriker.
- 26 mars – Gillis Häägg, svensk färgläggare och konstnär.
- 5 april – Erland Cullberg, svensk målare.
- 9 april – Jane Bark, svensk illustratör.
- 15 april – Gösta Gustavson (död 2008), svensk konstnär, målare, tecknare och grafiker.
- 10 maj – Gert Z Nordström, svensk professor i bildpedagogik vid Konstfack.
- 27 maj – Sture Meijer, svensk konstnär.
- 31 maj – Agnes Denes, amerikansk konstnär med doktorsgrad i konst.
- 1 juni – Reidun Tordhol, norsk konstnär.
- 17 juni – John Baldessari, amerikansk konceptkonstnär.
- 15 juni – Budd Hopkins, amerikansk konstnär och skulptör.
- 2 juli – Sven Bertil Berg, svensk konstnär, medlem i Avocadogruppen.
- 25 juli – Carlo Maria Mariani, italiensk målare
- 28 juli – Gunvor Nelson, svensk experimentfilmare och konstnär.
- 1 augusti – Kerstin Anckers, svensk kalligraf.
- 7 augusti – Per Åhlin, svensk konstnär, tecknare, animatör och filmregissör.
- 27 augusti – Roman Opalka, fransk konstnär med polskt ursprung känd för sina nummermålningar.
- 31 augusti – Bengt Andersson Råssbyn (död 2008), svensk jazzmusiker och konstnär.
- 9 september – Lisa Larson, svensk keramiker.
- 2 oktober – Björn Lindroth (död 1999), svensk regissör, manusförfattare, konstnär och sångtextförfattare.
- 13 oktober – Ulf Löfgren, svensk illustratör och författare.
- 25 oktober – Lisbet Ohlson-Trulsson, svensk målare, tecknare, grafiker
- 30 oktober – David Mackenzie Wilson, brittisk arkeolog och konsthistoriker.
- 1 november – Sivert Lindblom,  svensk skulptör.
- 2 november – Paolo Portoghesi, italiensk arkitekt och arkitekturhistoriker.
- 8 november – George Maciunas (död 1978), konstnär och poet.
- 23 november – Berto Marklund, svensk skulptör, tecknare och skådespelare.
- 26 november – Erik Otto Larsen (död 2008), dansk målare, grafiker och författare.
- 22 december – Lars Hofsjö, svensk konstnär, målare och skulptör.
- 28 december – Guy Debord (död 1994), fransk författare och filmskapare.

## Avlidna
- 7 mars – Theo van Doesburg (född 1883), nederländsk målare, konstskribent och poet.
- 7 mars – Akseli Gallen-Kallela (född 1865), en av Finlands mest kända konstnärer.
- 20 september – Max Littmann (född 1862), tysk arkitekt.
- 29 september – William Orpen (född 1878), irländsk porträttmålare.

### Fotnoter
1. ↑  20:e århundrades När Var Hur - 1931, Bernt Himmelstedt, Forum, 1999